# Carson River Valley
Carson River Valley is een plaats (census-designated place) in de Amerikaanse staat Washington, en valt bestuurlijk gezien onder Skamania County.

## Demografie
Bij de volkstelling in 2000 werd het aantal inwoners vastgesteld op 2116.

## Geografie
Volgens het United States Census Bureau beslaat de plaats een oppervlakte van
12,2 km², waarvan 12,1 km² land en 0,1 km² water.

## Plaatsen in de nabije omgeving
De onderstaande figuur toont nabijgelegen plaatsen in een straal van 24 km rond Carson River Valley.